# Till Lindemann

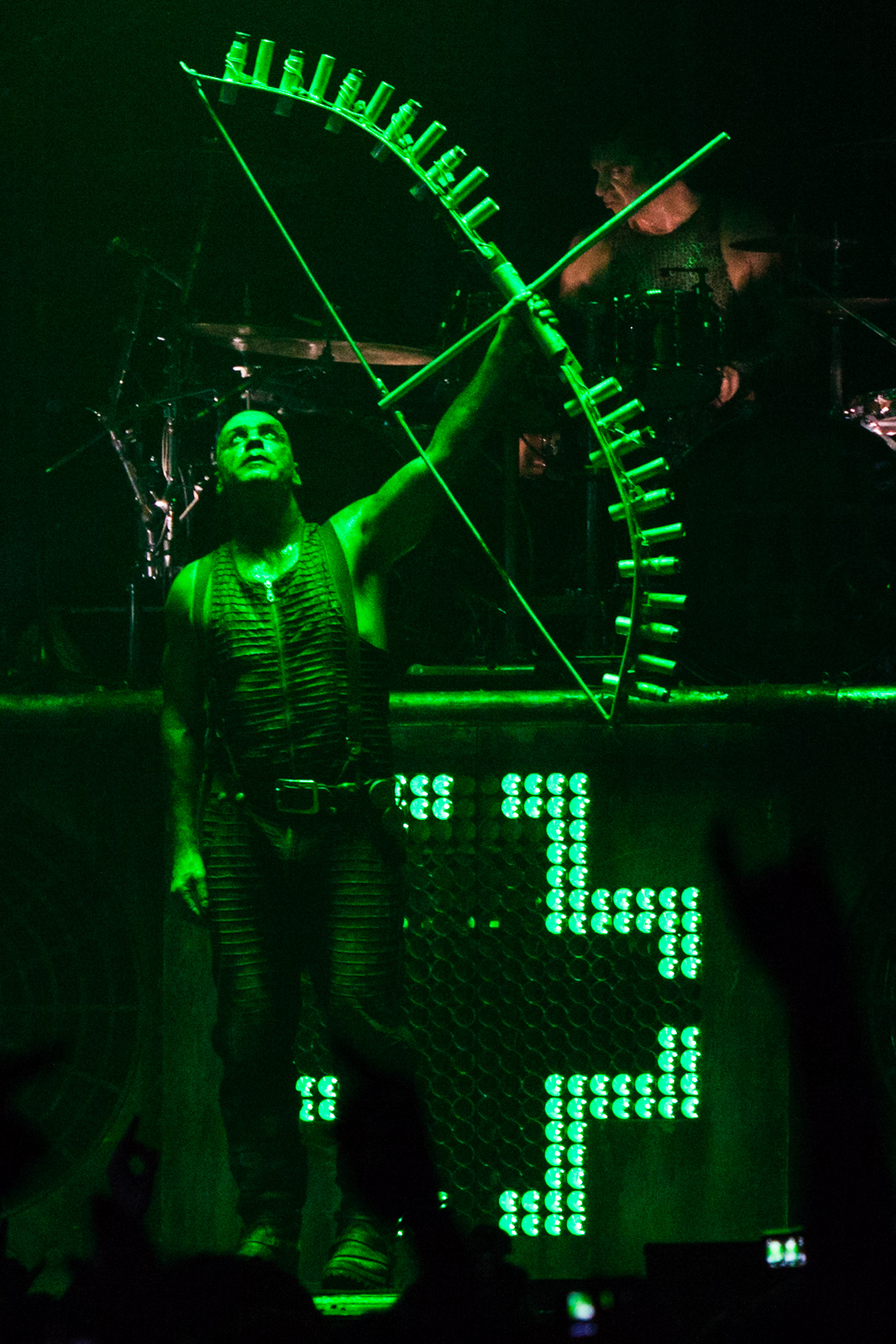
Till Lindemann.

Till Lindemann (Leipzig, República Democrática Alemana, 4 de enero de 1963) es un cantante, actor, poeta, escritor, pirotécnico y ex nadador alemán, conocido mundialmente por ser vocalista de la banda de metal industrial Rammstein. Es hijo del escritor alemán Werner Lindemann.

## Biografía

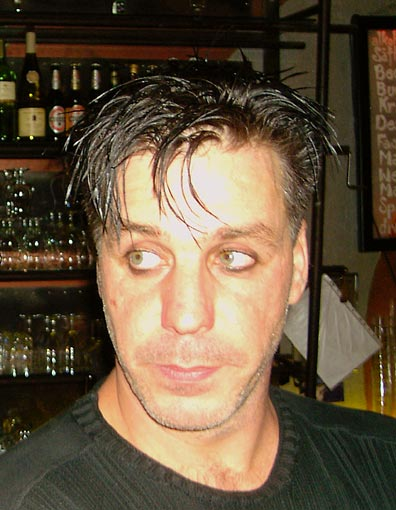
Till Lindemann, en 2004

Till Lindemann nació en Leipzig (Sajonia), hijo del escritor Werner Lindemann y la periodista Gitta Lindemann, pero creció en un pueblo llamado Wendisch-Rambow, entre Wismar y Schwerin, en lo que hoy es el Bundesland de Mecklemburgo-Pomerania Occidental. Sus padres se divorciaron cuando era niño. En su juventud practicó la natación en el club SC Empor Rostock, llegando a ser séptimo en los 400 metros estilo libre en 4'17"58 en el campeonato de Europa juvenil de 1978. Estuvo preseleccionado para ir a los Juegos Olímpicos de 1980 en Moscú, pero fue excluido por escaparse del hotel durante una concentración en Roma. Finalmente, una lesión le obligó a dejar el deporte.

### Carrera musical y Rammstein
En 1994 Richard Z. Kruspe le invitó a formar parte del proyecto musical Rammstein. En aquel momento trabajaba fabricando cestas de mimbre y en su tiempo libre tocaba la batería en un grupo de música punk llamado First Arsch. Con Rammstein ha alcanzado el éxito internacional. En 2002 publicó su primer libro de poemas, titulado Messer ("cuchillo"). En 2007 Rammstein se vio obligado a emitir un comunicado en su sitio web oficial negando un insistente rumor sobre la posible renuncia de Lindemann del grupo.

### Proyecto en solitario
En su quincuagésimo segundo cumpleaños (4 de enero de 2015), anunció que empezaría un nuevo proyecto musical llamado "Lindemann" junto al músico sueco Peter Tägtgren, el cual es fundador, compositor, cantante y multinstrumentista entre otros de las bandas Hypocrisy, Pain y otras bandas de menor relevancia popular, aparte de ser el propietario de los estudios Abyss y el haber producido a bandas como Amon Amarth, Immortal, Sabaton, Amorphis, Dimmu Borgir, Celtic Frost o Enchantress.
En diciembre de 2020, publica el videoclip de “Alle Tage ist kein Sonntag”, canción de 1920 y que realiza su propia versión junto al violinista alemán David Garrett.
Ha empezado un proyecto en solitario en el que ya ha subido tres sencillos a YouTube: Ich hasse kinder, Alle tage ist kein Sonntag y Lubimiy gorod. Además, también protagoniza un pequeño cortometraje de la canción Ich hasse kinder.
El día 3 de noviembre de 2023 fue lanzado el álbum Zunge, un nuevo disco en solitario, lanzado a través de Spotify sin productoras. El motivo de que el disco se lance sin productora se debe a que éstas se retiraron después de las acusaciones de acoso sexual (posteriormente desestimandas por la Fiscalía de Berlín, tras varios meses de investigaciones). Algunos de los temas son: Lecker, Zunge, Sport Frei y Nass.

## Características personales

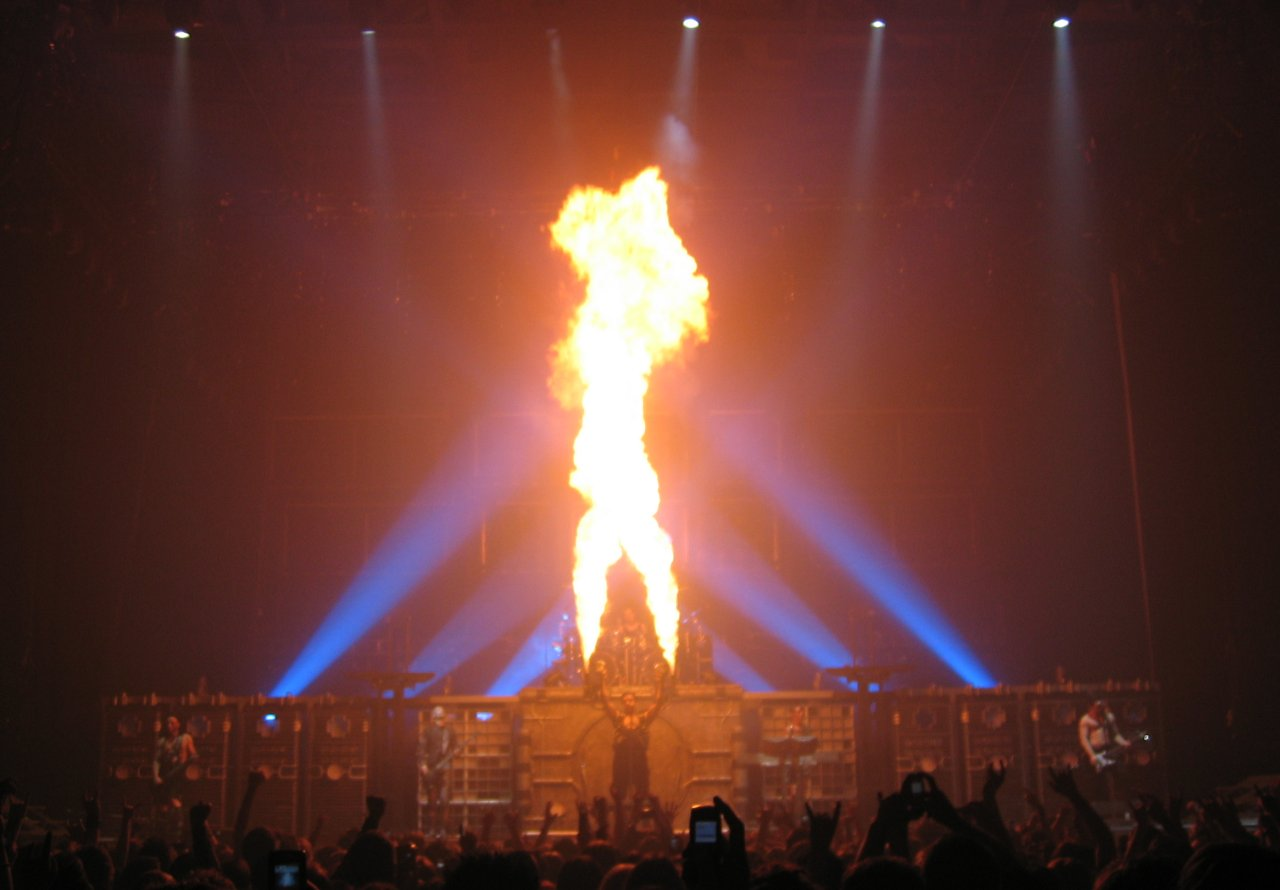
Lindemann con guantes lanzallamas durante la canción «Rammstein».

Lindemann tiene una poderosa presencia en el escenario. Su tipo de voz es el de un barítono, sin embargo gracias a su gran técnica puede llegar a notas de bajo.
Cuando canta tiene tendencia a pronunciar las "R" de forma alveolar vibrante, como el sonido "rr" del español. Otra de las señas de identidad de Lindemann en el escenario es golpearse el muslo con el puño al ritmo de la música.
Till Lindemann es un pirotécnico calificado. Después de un accidente en Treptow en Berlín el 27 de septiembre de 1996 donde un soporte del escenario cayó en llamas sobre el público, Rammstein comenzó a utilizar profesionales especializados en pirotecnia y Lindemann estudió pirotecnia y se entrenó con ellos. Cada uno de sus compañeros en Rammstein ha sido específicamente instruido en el uso del equipo pirotécnico que utiliza en el escenario. Su compañero Christoph Schneider asegura que "Till se quema constantemente, pero le gusta el dolor".
En 2020 se había informado de un supuesto contagio con COVID-19 durante la pandemia por coronavirus, pero Rammstein confirmó que había dado negativo en el test por el virus.

## Controversias
En junio de 2023 fue acusado de abusos y agresiones por varias mujeres. La Fiscalía de Berlín, finalmente, desestimó los hechos ante la falta de pruebas.

## Discografía
Rammstein
- 1995 - Herzeleid
- 1997 - Sehnsucht
- 2001 - Mutter
- 2004 - Reise, Reise
- 2005 - Rosenrot
- 2009 - Liebe ist für alle da
- 2019 - Rammstein
- 2022 - Zeit

Lindemann
- 2015 - Skills in Pills
- 2019 - F & M
- 2021 - Live in Moscow

En solitario
- 2020 - Alle Tage ist kein Sonntag (con David Garrett)
- 2021 - Любимый город (Lyubimyy gorod)
- 2021 - Ich hasse Kinder
- 2023 - Zunge
- 2023 - Entre dos tierras (Cover)
- 2024 - Meine Welt

First Arsch
- 1992 - Saddle Up

## Filmografía
- 1997: Lost Highway
- 1999: Pola X

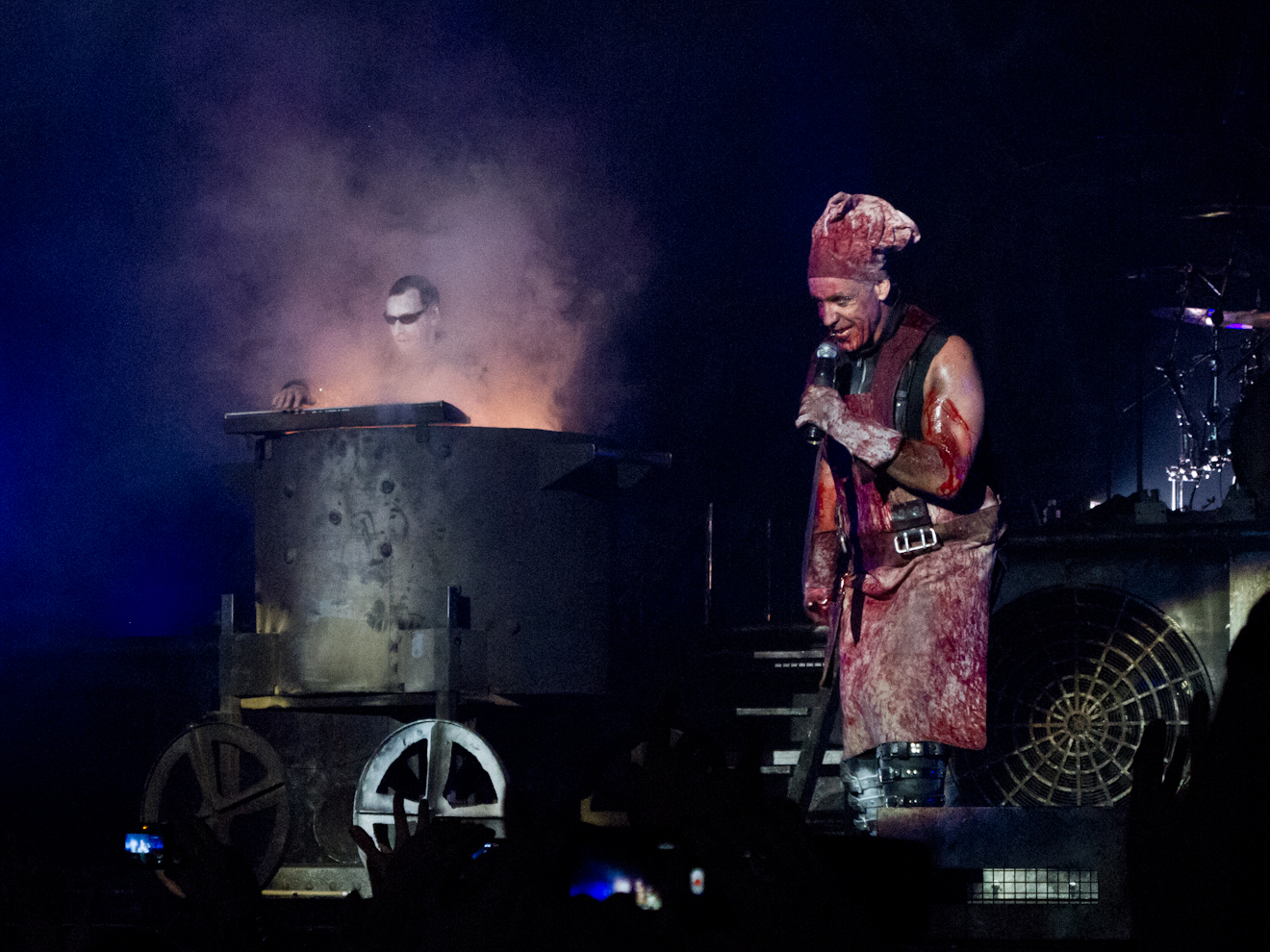
Till Lindemann interpretando «Mein Teil»

- 2002: Triple X (xXx): aparece con Rammstein tocando el tema "Feuer frei!".
- 2003: Amundsen, der Pinguin: Película infantil en la que Lindemann interpreta al villano.
- 2004: Vinzent
- 2006: Anakonda Im Netz
- 2020: Alle Tage ist kein Sonntag, videoclip junto a David Garrett.[13]

## Libros
- Messer. 2002.
- In Stillen Nächten. 2013.